# René Defretin
René Defretin, né le 31 janvier 1903 à Lille et mort à Villeneuve-d'Ascq le 4 août 1984 est un professeur en biologie marine. Il est de 1971 à 1973 le premier président de l’Université de Lille-1.

## Biographie
Elève au lycée Faidherbe de Lille, il obtient sa licence en 1923 et est nommé assistant à l'université en 1928. Durant la guerre 1939-1945, il est lieutenant d’artillerie et est fait prisonnier en 1940. Il reçoit, en 1951, la Croix de Guerre avec Étoile de Bronze.
René Defretin soutient sa thèse de doctorat de Sciences Naturelles, le 29 mai 1947 : Recherches sur la musculature des Néréidiens au cours de l'épitoquie, sur les glandes parapodiales et sur la spermiogenèse sous la direction d’Armand Dehorne. Il est détaché comme sous-directeur du Musée Océanographique de Monaco durant quelques mois en 1948.
Il est nommé maître de conférence en Zoologie en 1955, avant de devenir titulaire de la chaire de Biologie Marine en 1959. En 1960, lors de l’inauguration de la Station Marine de Wimereux, René Defretin est nommé directeur de l'Institut de Biologie Maritime et Régionale de Wimereux, poste qu’il occupera jusqu’à sa retraite en 1973.
Il fut le dernier doyen de la faculté des sciences de Lille de 1967 à 1970, puis le premier président de l'Université Lille-1 de 1971 à 1973.
Il est Conservateur du Musée d'Histoire naturelle de Lille, en remplacement d'Armand Dehorne, de 1961 à 1980. Lors de la création de l’association en 1970, il est président d’honneur de la Fédération Nord Nature. Il est président de la Société des sciences, de l’agriculture et des arts de Lille de 1975 à 1976.

## Principales publications
- Sur la présence d'une artère sternale double chez l'écrevisse, valeur morphologique de ce vaisseau, 1934[7]
- Rupture des dissépiments et émission du sperme chez quelques néréidiens, 1941[8]
- Recherches sur la musculature des néréidiens au cours de l'épitoquie, sur les glandes parapodiales et sur la spermiogenèse, 1947[9],[10]
- Aspect de neurosécretion chez Nereis irrorata Malmgren[11]
- Origine des nouveaux muscles à structure Hétéronereidienne, 1963[12]